# Kerr Kriisa
Kerr Kriisa (Tartu, 2 gennaio 2001) è un cestista estone.

## Carriera
Con l'Estonia ha disputato i Campionati europei del 2022.